# Platygillellus brasiliensis
Platygillellus brasiliensis är en fiskart som beskrevs av Feitoza 2002. Platygillellus brasiliensis ingår i släktet Platygillellus och familjen Dactyloscopidae. Inga underarter finns listade i Catalogue of Life.